# Friedrich Mathias Schlösser
Friedrich Mathias Schlösser (ur. 18 lutego 1781 w Akwizgranie, zm. 13 października 1848 w Ozorkowie) – ozorkowski fabrykant.

## Życiorys
Pochodził z rodziny tkaczy sukienniczych. Był synem Mathiasa Bernharda Schlössera i Anny Henrietty Muhlen. W rodzinnych stronach prawdopodobnie uzyskał średnie wykształcenie i odbył praktykę przędzalniczą. Następnie prowadził własny warsztat sukienniczy. W czerwcu 1821 r. dzięki akcji Ignacego Starzyńskiego przybył z bratem Heinrichem do Ozorkowa. 30 listopada 1821 r. Starzyński zobowiązał się zbudować dla braci budynek przędzalni na działce obok tartaku przy stawie Piła w Ozorkowie. Inwestycję finansowali bracia Schlösserowie, którzy zapłacili z góry 12 tys. zł czynszu za 6 lat. Fabryka rozpoczęła produkcję wełny we wrześniu 1823 r. Przędza z fabryki Schlösserów miała szeroki zbyt. Część fabrykanci przerabiali na sukno systemem nakładu tkackiego. Fabryka była sukcesywnie powiększana, a w 1928 r. Schlösserowie odkupili dzierżawiony budynek za kwotę 33 tys. zł. W tym samym roku bracia rozwiązali spółkę, w wyniku wyjazdu Heinricha do Niemiec. Majątek firmy przejętej przez Friedricha wynosił wówczas 144 tys. zł. W zamian zobowiązany był wypłacać Heinrichowi rokrocznie 3,6 tys. zł. W 1830 r. Schlösser nabył drugi młyn wodny i zbudował budynek dla maszyn do wyrabiania cienkich gatunków przędzy. Jego zakłady miały wówczas 15 791 wrzecion a zatrudnionych było około 70 robotników.
W 1830 r. Schlösser został członkiem Zgromadzenia Kupców w Łęczycy. Pomimo kryzysu w 1831 r., wynikłego z powstania listopadowego, Schlösserowi udało się przestawić zakłady na produkcję przędzy bawełnianej i odsprzedać stary park maszynowy, jednocześnie sprowadzając nowe maszyny w celu otworzenia przędzalni bawełny, która pod kątem skali produkcji, do śmierci Schlössera była drugą w Królestwie Polskim przędzalnią bawełny, plasując się za przędzalnią Ludwika Geyera w Łodzi. W latach 1836–1848 liczba wrzecion wzrosła z 8 tys. do 14 tys., a zatrudnienie z 80 do 150 robotników. Fabryka Schlössera osiągnęła roczną wartość produkcji wynoszącą 111 tys. rubli. W 1837 r. Schlösser był jednym z pionierów w Królestwie Polskim w zakresie wprowadzania innowacji w postaci zastępowania napędu wodnego, napędem parowym w swoich zakładach. W 1842 r. otworzył w Łodzi skład handlowy przędzy. Schlösser od 1838 r. uczestniczył wystawach przemysłowych, uzyskując liczne nagrody, m.in. w 1840 r. zdobył złoty medal II klasy. W 1845 r. utworzył kasę chorych dla robotników, a także był organizatorem dziecięcej szkółki niedzielnej. Udostępnił także park swojej rezydencji dla mieszkańców Ozorkowa. Ponadto współfinansował budowę lokalnego kościoła ewangelicko-augsburskiego.
Zmarł 13 października 1848 r. w Ozorkowie, w wyniku epidemii cholery. Został pochowany na cmentarzu ewangelicko-augsburskim w Ozorkowie.

### Rodzina

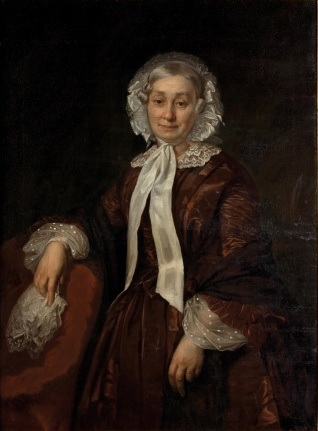
Józef Simmler, Portret Henrietty Wilhelminy Schlösser, ok. 1860.

Friedrich Schlösser był żonaty z Henriettą Wilhelminą Werner, siostrą farbiarza Christiana Wilhelma Wernera. Mieli razem pięcioro dzieci:
- Emilię Henriettę (ur. 1825), żonę Karola Jana Wilhelma Wernera,
- Henryka Wilhelma (ur. 1829),
- Fryderykę Wilhelminę (ur. 1831), żonę Henryka Schlagera, urzędnika w Zgorzelcu,
- Karola Ernesta (ur. 1832),
- Matyldę Paulinę (ur. 1836), żonę Leopolda Wernera[1].

Jedną z bratanic jego żony była Anna Scheibler (1835–1821), żona Karola Scheiblera (1820–1881), jednego z największych łódzkich przemysłowców XIX wieku.